# سیارک ۲۱۹۹
سیارک ۲۱۹۹ (به انگلیسی: 2199 Klet، نامگذاری:1978LA) دو هزار و صد و نود و نهمین سیارک کشف شده‌است که در ۶ ژوئن ۱۹۷۸ کشف شد.
قدر مطلق سیارک برابر ۱۳٫۱۰ است.